# Jellingestil

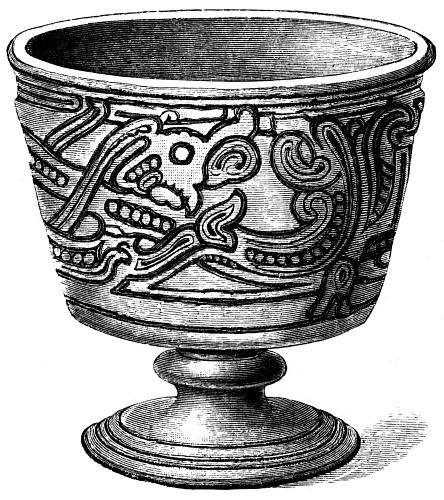
Jellingebägaren, dryckesbägare från kung Gorm den gamles grav, cirka år 958 i Jelling, Danmark.

Jellingestil är en vikingatida djurornamentik som var populär under tidsperioden ca 875-950. 
Den har fått sitt namn efter en liten silverbägare, Jellingebägaren som hittades i Nordhögen i Jelling, Danmark. 
Jellingestilen karaktäriseras av bandformade, flätade och tvärstreckade djurkroppar.
Det tidigaste kända exemplet på Jellingestil är en säng- eller tältstolpe från Gokstad i Norge som dendrokronologiskt har daterats till 895-96.